# Florian Picasso
Florian Ruiz-Picasso (sinh ngày 21 tháng 2 năm 1990) thường được biết đến với nghệ danh Florian Picasso là một DJ, nhạc sĩ, nhà sản xuất âm nhạc người Pháp. Anh là cháu của nghệ sĩ nổi tiếng Pablo Picasso. Anh từng nhận được sự hợp tác với các DJ nổi tiếng khác như Martin Garrix và Steve Aoki. Năm 2016, anh được DJ Mag xếp thứ 38 trong danh dách DJ Top 100 của họ.

## Thời thơ ấu
Picasso sinh ngày 21 tháng 2 năm 1990 tại Thành phố Hồ Chí Minh, Việt Nam và được Marina Picasso (cháu gái của nghệ sĩ nổi tiếng Pablo Picasso) nhận nuôi từ khi còn nhỏ. Anh đã vui mừng khi Kanye West đặt tên cho album "The Life of Pablo" theo tên ông nội anh. Anh bắt đầu sáng tác nhạc khi mới 13 tuổi, và biểu diễn tại các sự kiện ở trường nội trú của mình. Anh đã trở nên nghiêm túc hơn với sự nghiệp âm nhạc của mình ở tuổi 19. Anh hiện đang sống tại Geneva, Thụy Sĩ.

## Sự nghiệp
Picasso đã biểu diễn tại các đại nhạc hội lớn như Ultra Music Festival và Tomorrowland. Anh từng biểu diễn trong các câu lạc bộ lớn từ khi anh 16 tuổi, có các hoạt động với Swedish House Mafia và bắt đầu tự mình trình diễn. Vào ngày 27 tháng 4 năm 2015, anh đã phát hành bài hát "Can not Stop" dưới dạng đĩa đơn với nhà sản xuất Tom Tyger thông qua Mixmash Records. Vào ngày 16 tháng 11 năm 2015, Picasso phát hành đĩa đơn "Want It Back (Origami)"
Vào ngày 29 tháng 6 năm 2016, anh phát hành đĩa đơn "Final Call" thông qua Armada Music dưới giấy phép độc quyền của Protocol Recordings (một nhãn do Nicky Romero điều hành). Vị trí cao nhất bài hát đạt được trên bảng xếp hạng Airplay của Dance / Mix Show của Billboard ở vị trí 39. Một video âm nhạc chính thức được phát hành bởi Protocol Recordings, video được đạo diễn bởi Fauns / Clubbing Vision.. Vào ngày 23 tháng 11 năm 2016, Picasso đã thông báo rằng đã kí một hợp đồng với Spinnin' Records và phát hành đĩa đơn "Cracked Wall" vào ngày 2 tháng 12 năm 2016.

## Danh sách đĩa nhạc

### Đĩa đơn

#### Nghệ sĩ xếp hạng
| Tiêu đề                                                   | Năm  | Vị trí cao nhất      | Chứng nhận | Album |
| Tiêu đề                                                   | Năm  | US Dance/Mix Airplay | Chứng nhận | Album |
| --------------------------------------------------------- | ---- | -------------------- | ---------- | ----- |
| "Final Call"                                              | 2016 | 39                   |            | —     |
| "—" không có dữ liệu hoặc không được phát hành ở khu vực. |      |                      |            |       |

### Đĩa đơn
| Năm                         | Phát hành | Nhãn thu âm           | Thông tin thêm    |
| --------------------------- | --------- | --------------------- | ----------------- |
| That Drum                   | 2011      | Joia Records          |                   |
| How To Sing                 | 2011      | Toolroom              |                   |
| Muki                        | 2011      | Toolroom              |                   |
| Artifact                    | 2013      | Cr2 Records           | Tải về miễn phí   |
| Artemis                     | 2013      | Ones To Watch Records |                   |
| Ace                         | 2013      | Fake Music            |                   |
| Trivia                      | 2014      | Cr2 Records           |                   |
| Can Not Stop                | 2015      | Mixmash Records       | Tải về miễn phí   |
| Keep Your Eyes On Me        | 2015      | Scorpio Music         |                   |
| Origami                     | 2015      | Protocol Recordings   |                   |
| Outline                     | 2015      |                       | Tải về miễn phí   |
| The Shape (Steve Aoki Edit) | 2015      | Dim Mak               |                   |
| Want It Back (Origami)      | 2015      | Protocol Recordings   |                   |
| FRFX                        | 2015      | Mixmash Records       |                   |
| Saïgon                      | 2016      |                       | Tải về miễn phí   |
| Vanguard                    | 2016      | Dim Mak               |                   |
| Kirigami                    | 2016      | DOORN Records         |                   |
| Hanoi                       | 2016      |                       | Tải về miễn phí   |
| Final Call                  | 2016      | Protocol Recordings   |                   |
| Danang                      | 2016      |                       | Tải về miễn phí   |
| Mamo                        | 2016      | Protocol Recordings   | với Tom Tyger     |
| Sheitan                     | 2016      | Maxximize Records     |                   |
| Make Up Your Mind           | 2016      | STMPD RCRDS           | với Martin Garrix |
| Cracked Wall                | 2016      | Spinnin' Records      | với Vassy         |
| This Is Our Time            | 2017      | Spinnin' Records      |                   |
| Blast From The Past         | 2017      | Musical Freedom       |                   |
| With Me                     | 2017      | Spinnin' Records      | với Laidback Luke |

### Các bản remix
2013
- Tegan & Sara - Closer (Florian Picasso Remix) [Warner]

2014
- Benny Benassi & Gary Go - Let This Last Forever (Florian Picasso Remix) [Ultra]
- Christina Perri - Burning Gold (Florian Picasso Remix) [Atlantic Records]
- Steve Aoki & Flux Pavilion - Get Me Outta Here (Florian Picasso Remix) [Ultra]
- NERVO & R3hab featuring Ayah Marar - Ready For The Weekend (Florian Picasso Remix) [Spinnin / Free]

2015
- NERVO featuring Nile Rodgers, Kylie Minogue & Jake Shears - The Other Boys (Florian Picasso Remix) [Ultra][19]

2017
- Oliver Heldens feat. Ida Corr - Good Life (Florian Picasso Remix) [Heldeep Records]